# Cyclaspis subgrandis
Cyclaspis subgrandis är en kräftdjursart som beskrevs av Jones 1969. Cyclaspis subgrandis ingår i släktet Cyclaspis och familjen Bodotriidae. Inga underarter finns listade i Catalogue of Life.